# Pływanie na Letnich Igrzyskach Olimpijskich 2008 – 4 × 100 m stylem zmiennym kobiet
4 x 100 m stylem zmiennym kobiet – jedna z konkurencji pływackich, które odbyły się podczas XXIX Igrzysk Olimpijskich. Eliminacje miały miejsce 15 sierpnia, a finał 17 sierpnia. Wszystkie etapy konkurencji przeprowadzone zostały na Pływalni Olimpijskiej w Pekinie.
Swój sukces z 2004 roku powtórzyły reprezentantki Australii, które o ponad trzy sekundy pobiły swój rekord świata sprzed roku, uzyskując w finale czas 3:52,69. Przewagę nad resztą rywalek zapewniła przede wszystkim Leisel Jones, płynąca na drugiej zmianie żabką. Jej międzyczas był o 1,37 s lepszy od drugiej najlepszej zawodniczki w stylu klasycznym (Rebecca Soni; 1:05,95). Srebrny medal zdobyły Amerykanki i z czasem 3:53,30 poprawiły rekord kontynentu. Na trzecim miejscu uplasowały się reprezentantki Chin, które uzyskały czas 3:56,11 i ustanowiły nowy rekord Azji.

## Terminarz
Wszystkie godziny podane są w czasie chińskim (UTC+08:00) oraz polskim (CEST).
| Data             | Godzina rozpoczęcia | Godzina rozpoczęcia |            |
| Data             | UTC+08:00           | CEST                |            |
| ---------------- | ------------------- | ------------------- | ---------- |
| 15 sierpnia 2008 | 20:32               | 14:32               | Eliminacje |
| 17 sierpnia 2008 | 10:45               | 04:45               | Finał      |

## Rekordy
Przed zawodami rekord świata i rekord olimpijski wyglądały następująco:
| Rekord            | Reprezentacja | Czas    | Miejsce   | Data             |
| ----------------- | --- | ------- | --------- | ---------------- |
| Rekord świata     | Australia · Emily Seebohm (1:00,79) · Leisel Jones (1:04,94) · Jessicah Schipper (57,18) · Lisbeth Lenton (52,83) | 3:55,74 | Melbourne | 31 marca 2007    |
| Rekord olimpijski | Australia · Giaan Rooney (1:01,18) · Leisel Jones (1:06,50) · Petria Thomas (56,67) · Jodie Henry (52,97)         | 3:57,32 | Ateny     | 21 sierpnia 2004 |

W trakcie zawodów ustanowiono następujące rekordy:
| Data        | Etap konkurencji | Reprezentacja | Czas    | Rekord |
| ----------- | ---------------- | --- | ------- | ------ |
| 17 sierpnia | finał            | Australia · Emily Seebohm (59,33) · Leisel Jones (1:04,58) · Jessicah Schipper (56,25) · Lisbeth Trickett (52,53) | 3:52,69 | ,      |

## Wyniki

### Eliminacje
| Miejsce | Wyścig | Tor | Państwo           | Zawodniczka                                                                                                | Czas    | Uwagi |
| ------- | ------ | --- | ----------------- | --- | ------- | ----- |
| 1.      | 2      | 4   | Australia         | Emily Seebohm (59,95) Tarnee White (1:06,81) Felicity Galvez (56,82) Shayne Reese (54,36)                  | 3:57,94 | Q     |
| 2.      | 2      | 5   | Wielka Brytania   | Gemma Spofforth (1:00,33) Kate Haywood (1:08,00) Jemma Lowe (57,34) Francesca Halsall (53,47)              | 3:59,14 | Q,    |
| 3.      | 1      | 4   | Stany Zjednoczone | Margaret Hoelzer (59,29) Megan Jendrick (1:07,17) Elaine Breeden (58,59) Kara Lynn Joyce (54,10)           | 3:59,15 | Q     |
| 4.      | 1      | 5   | Chiny             | Xu Tianlongzi (1:01,13) Sun Ye (1:06,85) Zhou Yafei (56,94) Pang Jiaying (54,29)                           | 3:59,21 | Q,    |
| 5.      | 2      | 3   | Rosja             | Ksienija Moskwina (1:01,05) Julija Jefimowa (1:06,45) Natalja Sutiagina (58,31) Anastasia Aksenova (53,85) | 3:59,66 | Q     |
| 6.      | 1      | 3   | Japonia           | Hanae Ito (1:00,34) Asami Kitagawa (1:07,33) Yuka Kato (57,69) Haruka Ueda (54,55)                         | 3:59,91 | Q     |
| 7.      | 2      | 7   | Szwecja           | Sarah Sjöström (1:02,48) Joline Höstman (1:08,48) Anna-Karin Kammerling (57,57) Josefin Lillhage (53,59)   | 4:02,12 | Q     |
| 8.      | 2      | 2   | Kanada            | Julia Wilkinson (1:00,90) Annamay Pierse (1:07,22) Audrey Lacroix (59,84) Erica Morningstar (54,17)        | 4:02,13 | Q     |
| 9.      | 1      | 8   | Niemcy            | Antje Buschschulte (1:00,51) Sarah Poewe (1:08,95) Daniela Samulski (59,78) Britta Steffen (53,29)         | 4:02,53 |       |
| 10.     | 1      | 2   | Brazylia          | Fabíola Molina (1:00,71) Tatiane Sakemi (1:10,42) Gabriella Silva (56,97) Tatiana Barbosa (54,51)          | 4:02,61 |       |
| 11.     | 1      | 1   | Francja           | Alexianne Castel (1:01,28) Sophie de Ronchi (1:08,75) Aurore Mongel (58,64) Alena Popchanka (54,28)        | 4:02,95 |       |
| 12.     | 2      | 6   | Południowa Afryka | Melissa Corfe (1:02,62) Suzaan van Biljon (1:07,90) Mandy Loots (58,76) Lize-Mari Retief (54,92)           | 4:04,20 |       |
| 13.     | 1      | 6   | Holandia          | Femke Heemskerk (1:02,97) Jolijn van Valkengoed (1:10,85) Inge Dekker (57,41) Ranomi Kromowidjojo (53,51)  | 4:04,74 |       |
| 14.     | 2      | 8   | Włochy            | Romina Armellini (1:02,49) Roberta Panara (1:08,36) Ilaria Bianchi (58,09) Federica Pellegrini (55,99)     | 4:04,93 |       |
| 15.     | 1      | 7   | Hiszpania         | Nina Żywaniewska (1:00,77) Mireia Belmonte García (1:10,46) Angela San Juan (1:00,08) María Fuster (55,09) | 4:06,40 |       |
| 16.     | 2      | 1   | Ukraina           | Iryna Amshennikova (1:03,63) Yuliya Pidlisna (1:09,53) Kateryna Zubkova (59,65) Darya Stepanyuk (55,81)    | 4:08,62 |       |

### Finał
| Miejsce | Tor | Państwo           | Zawodniczka                                                                                              | Czas      | Strata | Uwagi |
| ------- | --- | ----------------- | --- | --------- | ------ | ----- |
| 1. !    | 4   | Australia         | Emily Seebohm (59,33) · Leisel Jones (1:04,58) · Jessicah Schipper (56,25) · Lisbeth Trickett (52,53)    | 3:52,69   |        | ,     |
| 2. !    | 3   | Stany Zjednoczone | Natalie Coughlin (58,94) · Rebecca Soni (1:05,95) · Christine Magnuson (56,14) · Dara Torres (52,27)     | 3:53,30   | 0,61   | AM    |
| 3. !    | 6   | Chiny             | Zhao Jing (59,56) Sun Ye (1:06,75) Zhou Yafei (57,40) Pang Jiaying (52,40)                               | 3:56,11   | 3,42   | AS    |
| 4.      | 5   | Wielka Brytania   | Gemma Spofforth (59,05) Kate Haywood (1:07,51) Jemma Lowe (58,13) Francesca Halsall (52,81)              | 3:57,50   | 4,81   | ER    |
| 5.      | 2   | Rosja             | Anastasija Zujewa (59,16) Julija Jefimowa (1:06,46) Natalja Sutiagina (58,09) Anastasia Aksenova (54,13) | 3:57,84   | 5,15   |       |
| 6.      | 7   | Japonia           | Reiko Nakamura (59,74) Asami Kitagawa (1:07,04) Yuka Kato (58,17) Haruka Ueda (54,59)                    | 3:59,54   | 6,85   |       |
| 7.      | 8   | Kanada            | Julia Wilkinson (1:01,35) Annamay Pierse (1:06,91) Audrey Lacroix (59,01) Erica Morningstar (54,08)      | 4:01,35   | 8,66   |       |
| 8. !    | 1   | Szwecja           | Sarah Sjöström (1:02,63) Joline Höstman (1:08,11) Anna-Karin Kammerling (58,51) Josefin Lillhage         | 9:99,99 ! | 9,99 ! | DSQ   |